# Модель Баклея-Леверетта
Модель Баклея-Леверетта (рос. модель Баклея-Леверетта; англ. Backley-Leverett model; нім. Backley-Leverett Modell n) — математична модель, що описує неусталену фільтрацію суміші нафти і води в пористому середовищі i, на відміну від моделі руху двофазних систем узагальненої, не враховує капілярних і гравітаційних сил.
Рівняння Баклея-Леверетта або витіснення Баклея-Леверетта описує не змішуваний процес витіснення, такий як витіснення нафти водою, в одновимірному або квазіодновимірному пласті . Це рівняння можна отримати з рівнянь збереження маси двофазного потоку:
{\displaystyle {\frac {\partial S_{w}}{\partial t}}+{\frac {\partial }{\partial x}}\left({\frac {Q}{\phi A}}f_{w}(S_{w})\right)=\phi {\frac {\partial S_{w}}{\partial x}},}